# Органогенеза
Органогенеза је процес образовања органа у онтогенетском развићу јединке.
Пре гаструлације, ниједан део ембриона се не може сматрати посебним органом. Код кичмењака, почетне промене облика, које означавају почетак органогенезе, одигравају се при образовању централног нервног система. Не само да се код кичмењака овај органски систем развија први, већ је његова појава од огромног значаја за даље развиће других органа. Целокупна симетрија одрасле јединке је организована око ЦНС-а, који се развија дуж осе симетрије. Код бескичмењака, најчешће се прво образује црево и од њега зависи распоред других органа.

## Најзначајнији процеси
Са почетком органогенезе, ембрион почиње више да личи на животињу, а мање на некакву лоптасту творевину. 
Најзначајнији процеси у органогенези су : 
- умножавање ћелија (раст),
- диференцијација (оспособљавање ћелија да обављају одређену функцију) и
- морфогенеза (обликовање нове јединке).

Овим процесима се постиже облик тела ларве или адулта (одрасла јединка). Код организама који немају стадијум ларве, на завршетку овог стадијума облик одговара оном код адулта Међутим, многи организми се не развијају директно у адулта, већ пролазе кроз међустадијум ларве која нема облик и структуру као адулт. Ларва услед тога пролази кроз процес метаморфозе (преображај). При метаморфози долази до промене облика тела (нпр. облик тела пуноглавца и одрасле жабе), развића нових органа које адулт има, а ларва није имала (нпр. жаба има удове, а пуноглавац их нема), губљења органа ларве тако да их адулт нема (нпр. жаба нема реп).

## Органи, деривати клициних листова
Структуре образоване у једном стадијуму развића, условљавају настанак структура у следећој фази. Тако, сваки клицин лист (настао у фази гаструлације) представља основу одређених органа ембриона, односно диференцира се у одређена ткива и органе (у фази органогенезе). Образовање органа одвија се постепено. Прво се у клициним листовима одвајају шири предели (поља) која представљају примарне зачетке органа, а затим се унутар поља одвајају делови за поједине органе (секундарни, терцијерни и др. зачеци органа). 

### Деривати ектодерма
У ектодерму прво одваја поље које ће дати епидермис и поље које даје нервну плочу. 
Нервна плоча представља примарни зачетак нервног система. Њене бочне ивице се набирају и спајају у нервну цев што се назива неурулација. Нервна цев ће се даље диференцирати на:
- предњи део, од кога ће постати мозак и који се састоји се од три проширења (мехура): 
  - предњег можданог мехура – prosencephalon-a, од кога настају велики мозак и међумозак
  - средњег можданог мехора, mesencephalon-a, од кога настаје средњи мозак и
  - задњег можданог мехура, rhombencephalon-a, од кога се развијају мали мозак и продужена мождина

- задњи део, који ће дати кичмену мождину.

Од ектодерма настају следећи органи/ткива:
- епидермис коже
- деривати епидермиса као што су : длаке, перја, нокти, кожне жлезде (знојне, лојне, млечне)
- сочиво и рожњача ока
- пигментне ћелије
- аденохипофиза
- неурохипофиза
- епифиза
- срж надбубрежне жлезде
- нервни систем
- епител предњег и задњег црева
- шкрге бескичмењака
- трахеје зглавкара

### Деривати ендодерма
Ендодерм примарно образује архентерон (працрево), а затим се јављају пупољци од којих ће се развити органи за дисање, јетра, панкреас и др. 
Од ендодерма настају:
- средње црево
- ждрело
- крајници
- пљувачне жлезде
- панкреас
- јетра
- плућа
- тимус
- штитна жлезда
- параштитна жлезда
- првобитне герминативне ћелије
- шкрге кичмењака

### Деривати мезодерма
На леђној страни ембриона, од главеног ка репном делу, групе мезодермалних ћелија образују сегментисане сомите. Унутар сомита се диференцирају ћелије које ће дати крзно коже, скелет и мишиће. Од бочног мезодерма развиће се плеуре и унутрашњи органи. 
Код многих кичмењака осовински скелет пролази кроз три фазе у развићу: 
- везивну, када је потпорни систем представљен нотохордом;
- хрскавичаву и
- коштану.

Везивну фазу, смењује хрскавица, а затим се образује кост.
Од мезодерма настају:
- крзно коже
- мишићи
- везивно ткиво
- скелет
- срце
- крвни судови
- крвне ћелије
- урогенитални систем
- гонаде
- масне ћелије
- кора надбубрежне жлезде
- мезентеријум
- перитонеум
- дентин

У почетним фазама органогенезе већина органа је малих димензија, са ћелијама без одређене функције. Растом и диференцијацијом органи постају способни да обављају специфичне функције.
У органогенези човека прво се почну развијати они органи којима плацента не замењује функцију : ЦНС и кардиоваскуларни систем. Због њиховог наглог и раног раста настаје несразмерност тела ембриона на коме су главени делови знатно већи и напреднији у развоју од задњих. Такође се јавља и несразмера неких унутрашњих органа што је последица њихове посебне функције током ембрионалног развића; нпр. јетра (у њој се одвија хематопоеза — стварање крвних ћелија) или надбубрежна жлезда (у њој се стварају материје неопходне за синтезу хормона у плаценти који одржавају трудноћу).